# ماغنوس نيلسون (طاهي)
ماغنوس نيلسون (بالسويدية: Magnus Nilsson)‏ هو طاهي سويدي، ولد في 28 نوفمبر 1983 في محافظة يمتلاند في السويد.